# Плюмаж

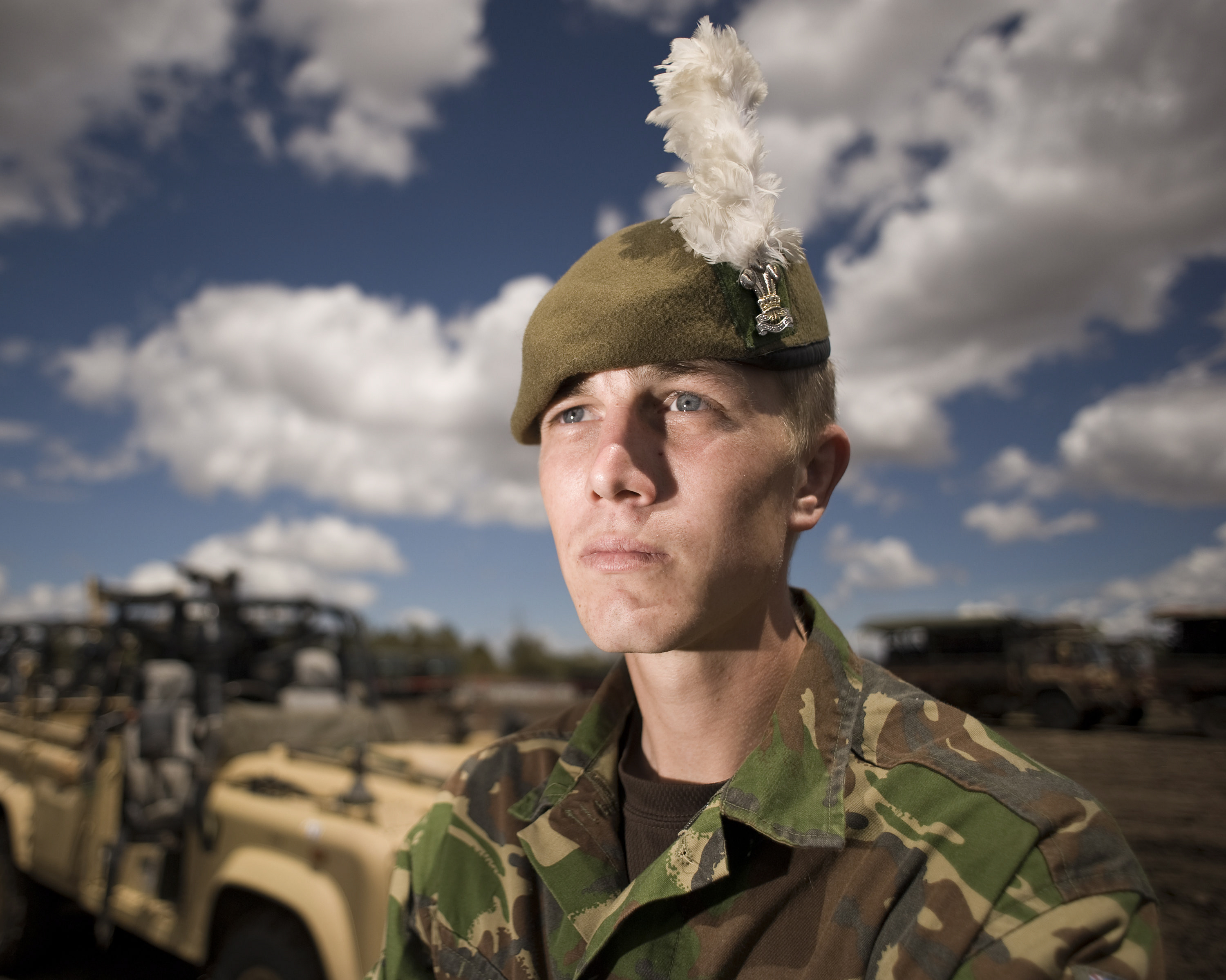
Солдат полку Королівських валлійців з білим плюмажем

Плюма́ж (від фр. plumage — «оперення», «пір'я», від plume — «перо», «пір'їна») — оздоба з пір'я на чоловічому головному уборі, схожа на віяло.

## Історія
Плюмажі використовуються з давніх часів на кінській збруї або військових головних уборах, вважаються символом влади, тріумфу. У давньоримській армії за способом прикріплення плюмажу можна було розрізнити чин: у солдатів і деканів гребінь-плюмаж кріпився поздовжньо, у центуріонів — поперечно.
Плюмаж слугує також атрибутом священнослужителя в даосизмі.

## У сучасних арміях
Велика Британія

- Королівський полк фузилерів (Royal Regiment of Fusiliers) — білі з червоним верхом
- Королівські Горянські стрільці (Royal Highland Fusiliers) — білі
- Ірландська гвардія (Irish Guards) — блакитний (колір Св. Патрика). Плюмажі носять тільки волинщики — на кобінах
- Взвод роти «А» (Ліверпульські шотландці) 4-го батальйону Полку герцога Ланкастерського (platoon of A (Ladysmith), Liverpool Scottish Company, 4th Bn Duke of Lancaster's Regiment) — червоні (королівського кольору)
- Королівські ВПС (Royal Air Force) — блакитні. Плюмажі носять тільки волинщики.

Канада

Нідерланди

Пакистан

Індія

Малайзія

Нова Зеландія

США

В американській армії чорні плюмажі на ківерах носять при парадній формі одягу курсанти Військової академії (Вест-Пойнту).